# Piekhaarzwammetje
Het piekhaarzwammetje (Crinipellis scabella) is een schimmel behorend tot de familie Marasmiaceae. Het leeft saprotroof op grassen en grasresten in de zeeduinen, schrale graslanden en open struwelen, vooral op kalkrijke, droge bodems. Ook komt het voor op takjes van loofbomen in bossen op kalkrijke klei en op bosrank (Clematis vitalba) en in loofbossen op kalkrijke leem.

## Kenmerken
Hoed
De hoed heeft een diameter van 0,5 tot 1 cm. De vorm is aanvankelijk klokvormig, daarna gewelfd, ten slotte vlak en licht convex, soms met een lichte verhoging in het midden. Het oppervlak is radiaal draadvormig, gezoneerd, witachtig tot crème van kleur, harig in jonge vruchtlichamen, bedekt met vastzittende roodachtige tot roodbruine filamenten bij oudere. Oudere vruchtlichamen zijn lichter, maar altijd met een donkerder centrum. De rand is onregelmatig en ruw behaard, vooral bij jonge vruchtlichamen. Bij oudere exemplaren is de hoed vaak bedekt met groene algen.
Lamellen
De lamellen zijn wit, vrij ver uiteen staand en smal aangehecht.
Steel
De steel heeft een lengte van 20 tot 30 mm en een dikte tot 1 mm. De steel is cilindrisch, soms gebogen, hard en hol. Het oppervlak is kastanjebruin tot donkerbruin, vilt, haarachtig of schilferig.
Geur en smaak
Deze zwam is geurloos, mild en zoet van smaak.
Sporen
De sporen zijn breed ellipsvormig tot langwerpig en meten (6,5-)7,5 tot 9,5 (-10,5) × (4-)4,5 tot 6(-8) µm. De kiempore is duidelijk zichtbaar.

## Verspreiding
Het piekhaarzwammetje komt voor in Europa, Noord-Amerika, Azië (met name Japan) en Oceanië (Nieuw-Zeeland, Australië. In Nederland komt het algemeen voor. Het is niet bedreigd en staat niet op de rode lijst. De vruchtlichamen groeien in kleine groepjes op de stengels van rottende grassen. Ze verschijnen meestal na regenval, maar ze drogen snel op en verdwijnen snel.

## Foto's

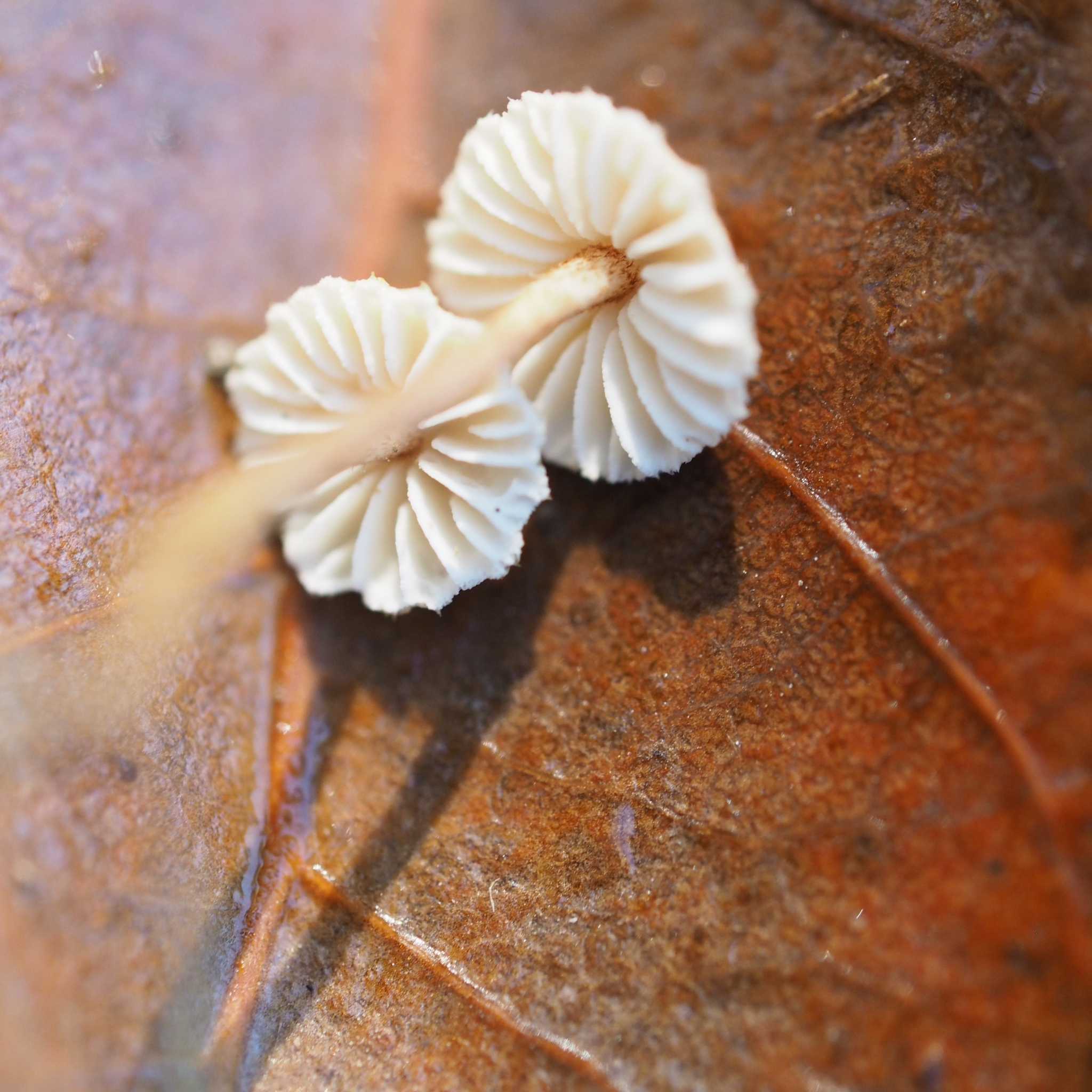
Lamellen
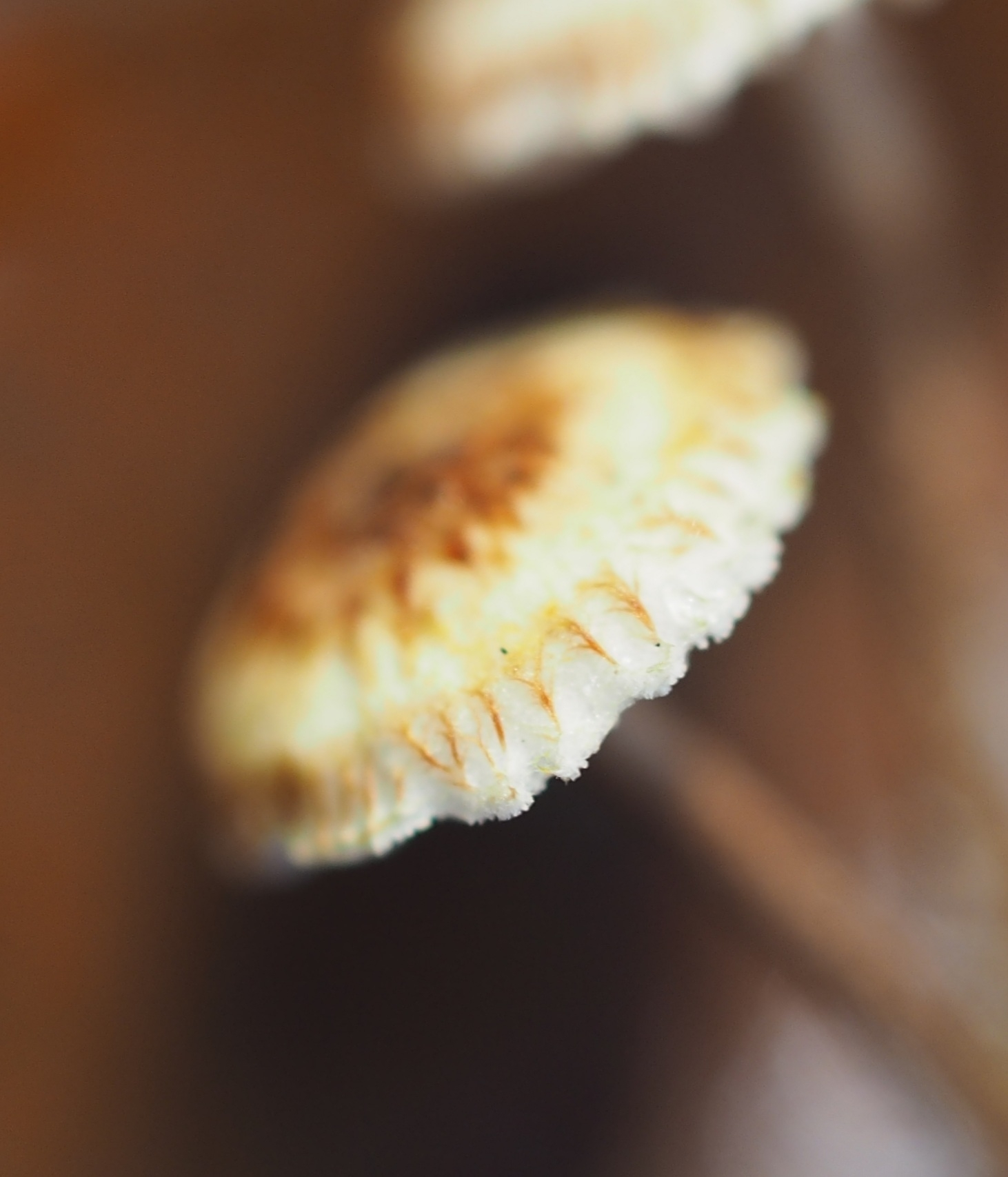
Hoed